# Miana
Miana es un despoblado (o coto redondo) aragonés en el actual municipio de Ejea de los Caballeros, en la comarca de las Cinco Villas, provincia de Zaragoza. Antiguamente formaba parte del término municipal de Farasdués y posteriormente fue parte de Luesia al ser Farasdués incluido en dicho ayuntamiento.

## Historia
Según Agustín Ubieto Arteta, la primera referencia al pueblo data de 1087, y es de la obra de José Salarrullana de Dios Documentos correspondiente al reinado de Sancio Ramírez, desde 1063 hasta 1094 (en Colección de documentos para lo estudio de la Historia de Aragón, III, Zaragoza, 1907).
El pueblo fue reconquistado por los cristianos a finales del siglo XI, después de la construcción del castillo de Obano (1083-1086) y la conquista y repoblación de Luna (1092-1093). Después de la reconquesta hubo luchas para decidir si dependería del monasterio de Leyre, que controlaba otros pueblos en la parte norte y oeste de las actuales Cinco Villas, o del monasterio de San Juan de la Peña, que controlaba territorios al este, como Luna. Finalmente quedó en poder de Leyre, en una frontera que pronto fue la de las diócesis de Pamplona y Zaragoza, y que hoy es la frontera entre las diócesis de Jaca y Zaragoza.

## Toponimia
Puede estar relacionado con latifundistas romanos al ser el topónimo terminado en -ana. Podría provenir de Villa Mediana, o sea La villa de Medius. También puede ser una indicación de un pueblo situado entre otros dos (es decir, un pueblo meianus en latín o mediano en la vía romana que atravesaba).
Hace falta tener en cuenta la proximidad terminológica con el nombre del municipio de Mianos, también en la provincia de Zaragoza (aunque en la comarca de la Jacetania).